# Medaliści igrzysk olimpijskich w kolarstwie
Kompletna lista medalistów igrzysk olimpijskich w kolarstwie.

## Konkurencje obecnie rozgrywane

### Kolarstwo szosowe

#### Wyścig ze startu wspólnego
| Igrzyska            | Złoto                    | Srebro              | Brąz                 |
| Ateny 1896          | Aristidis Konstandinidis | August von Gödrich  | Edward Battell       |
| Sztokholm 1912      | Rudolph Lewis            | Frederick Grubb     | Carl Schutte         |
| Antwerpia 1920      | Harry Stenqvist          | Henry Kaltenbrunn   | Fernand Canteloube   |
| Paryż 1924          | Armand Blanchonnet       | Henri Hoevenaers    | René Hamel           |
| Amsterdam 1928      | Henry Hansen             | Frank Southall      | Gösta Carlsson       |
| Los Angeles 1932    | Attilio Pavesi           | Guglielmo Segato    | Bernhard Britz       |
| Berlin 1936         | Robert Charpentier       | Guy Lapébie         | Ernst Nievergelt     |
| Londyn 1948         | José Beyaert             | Gerrit Voorting     | Lode Wouters         |
| Helsinki 1952       | André Noyelle            | Robert Grondelaers  | Edi Ziegler          |
| Melbourne 1956      | Ercole Baldini           | Arnaud Geyre        | Alan Jackson         |
| Rzym 1960           | Wiktor Kapitonow         | Livio Trapè         | Willy Vanden Berghen |
| Tokio 1964          | Mario Zanin              | Kjell Rodian        | Walter Godefroot     |
| Meksyk 1968         | Pierfranco Vianelli      | Leif Mortensen      | Gösta Pettersson     |
| Monachium 1972      | Hennie Kuiper            | Clyde Sefton        | -                    |
| Montreal 1976       | Bernt Johansson          | Giuseppe Martinelli | Mieczysław Nowicki   |
| Moskwa 1980         | Siergiej Suchoruczenkow  | Czesław Lang        | Jurij Barinow        |
| Los Angeles 1984    | Alexi Grewal             | Steve Bauer         | Dag Otto Lauritzen   |
| Seul 1988           | Olaf Ludwig              | Bernd Gröne         | Christian Henn       |
| Barcelona 1992      | Fabio Casartelli         | Erik Dekker         | Dainis Ozols         |
| Atlanta 1996        | Pascal Richard           | Rolf Sørensen       | Maximilian Sciandri  |
| Sydney 2000         | Jan Ullrich              | Aleksandr Winokurow | Andreas Klöden       |
| Ateny 2004          | Paolo Bettini            | Sérgio Paulinho     | Axel Merckx          |
| Pekin 2008          | Samuel Sánchez           | Fabian Cancellara   | Aleksandr Kołobniew  |
| Londyn 2012         | Aleksandr Winokurow      | Rigoberto Urán      | Alexander Kristoff   |
| Rio de Janeiro 2016 | Greg Van Avermaet        | Jakob Fuglsang      | Rafał Majka          |

#### Jazda indywidualna na czas
| Igrzyska            | Złoto              | Srebro              | Brąz            |
| Atlanta 1996        | Miguel Indurain    | Abraham Olano       | Chris Boardman  |
| Sydney 2000         | Wiaczesław Jekimow | Jan Ullrich         | Lance Armstrong |
| Ateny 2004          | Wiaczesław Jekimow | Bobby Julich        | Michael Rogers  |
| Pekin 2008          | Fabian Cancellara  | Gustav Erik Larsson | Levi Leipheimer |
| Londyn 2012         | Bradley Wiggins    | Tony Martin         | Chris Froome    |
| Rio de Janeiro 2016 | Fabian Cancellara  | Tom Dumoulin        | Chris Froome    |

### Kolarstwo torowe

#### Keirin
| Igrzyska    | Złoto            | Srebro                | Brąz                             |
| Sydney 2000 | Florian Rousseau | Gary Neiwand          | Jens Fiedler                     |
| Ateny 2004  | Ryan Bayley      | José Antonio Escuredo | Shane Kelly                      |
| Pekin 2008  | Chris Hoy        | Ross Edgar            | Kiyofumi Nagai                   |
| Londyn 2012 | Chris Hoy        | Maximilian Levy       | Simon van Velthooven Teun Mulder |

#### Omnium
| Igrzyska    | Złoto               | Srebro        | Brąz          |
| Londyn 2012 | Lasse Norman Hansen | Bryan Coquard | Edward Clancy |

#### Drużynowy wyścig na dochodzenie
| Igrzyska         | Złoto                                                                                     | Srebro                                                                                                   | Brąz                                                                                        |
| Londyn 1908      | Wielka Brytania · Benjamin Jones · Clarence Kingsbury · Leon Meredith · Ernest Payne      | Cesarstwo Niemieckie · Max Götze · Richard Katzer · Hermann Martens · Karl Neumer                        | Kanada · William Anderson · Walter Andrews · Frederick McCarthy · William Morton            |
| Antwerpia 1920   | Włochy · Arnaldo Carli · Ruggero Ferrario · Franco Giorgetti · Primo Magnani              | Wielka Brytania · Cyril Alden · Thomas Johnson · Jock Stewart · Albert White                             | Południowa Afryka · Sammy Goosen · Henry Kaltenbrunn · William Smith · James Walker         |
| Paryż 1924       | Włochy · Angelo De Martini · Alfredo Dinale · Aurelio Menegazzi · Francesco Zucchetti     | Polska · Józef Lange · Jan Łazarski · Tomasz Stankiewicz · Franciszek Szymczyk                           | Belgia · Jean Van Den Bosch · Léonard Daghelinckx · Henri Hoevenaers · Fernand Saivé        |
| Amsterdam 1928   | Włochy · Giacomo Gaioni · Cesare Facciani · Mario Lusiani · Luigi Tasselli                | Holandia · Janus Braspennincx · Piet van der Horst · Jan Maas · Jan Pijnenburg                           | Wielka Brytania · Monty Southall · Harry Wyld · Lew Wyld · Percy Wyld                       |
| Los Angeles 1932 | Włochy · Nino Borsari · Marco Cimatti · Alberto Ghilardi · Paolo Pedretti                 | Francja · Paul Chocque · Amédée Fournier · René Le Grevès · Henri Mouillefarine                          | Wielka Brytania · William Harvell · Charles Holland · Ernest Johnson · Frank Southall       |
| Berlin 1936      | Francja · Robert Charpentier · Jean Goujon · Guy Lapébie · Roger Le Nizerhy               | Włochy · Bianco Bianchi · Mario Gentili · Armando Latini · Severino Rigoni                               | Wielka Brytania · Harry Hill · Ernest Johnson · Charles King · Ernie Mills                  |
| Londyn 1948      | Francja · Pierre Adam · Serge Blusson · Charles Coste · Fernand Decanali                  | Włochy · Arnaldo Benfenati · Guido Bernardi · Anselmo Citterio · Rino Pucci                              | Wielka Brytania · Alan Geldard · Tommy Godwin · David Ricketts · Wilf Waters                |
| Helsinki 1952    | Włochy · Loris Campana · Mino De Rossi · Guido Messina · Marino Morettini                 | Południowa Afryka · George Estman · Bobby Fowler · Tommy Shardelow · Jimmy Swift                         | Wielka Brytania · Don Burgess · George Newberry · Alan Newton · Ron Stretton                |
| Melbourne 1956   | Włochy · Antonio Domenicali · Leandro Faggin · Franco Gandini · Valentino Gasparella      | Francja · René Bianchi · Jean Graczyk · Jean-Claude Lecante · Michel Vermeulin                           | Wielka Brytania · Don Burgess · Mike Gambrill · John Geddes · Tom Simpson                   |
| Rzym 1960        | Włochy · Luigi Arienti · Franco Testa · Mario Vallotto · Marino Vigna                     | Niemcy Bernd Barleben Peter Gröning Manfred Klieme Siegfried Köhler                                      | ZSRR · Arnold Belgardt · Łeonid Kołumbet · Stanisław Moskwin · Wiktor Romanow               |
| Tokio 1964       | Niemcy Lothar Claesges Karl-Heinz Henrichs Karl Link Ernst Streng                         | Włochy · Cencio Mantovani · Carlo Rancati · Luigi Roncaglia · Franco Testa                               | Holandia · Henk Cornelisse · Gerard Koel · Jacob Oudkerk · Cor Schuuring                    |
| Meksyk 1968      | Dania · Gunnar Asmussen · Mogens Frey · Per Lyngemark · Reno Olsen                        | Niemcy Udo Hempel Karl-Heinz Henrichs Jürgen Kissner Karl Link                                           | Włochy · Lorenzo Bosisio · Cipriano Chemello · Giorgio Morbiato · Luigi Roncaglia           |
| Monachium 1972   | RFN · Günther Schumacher · Jürgen Colombo · Günter Haritz · Udo Hempel                    | NRD · Uwe Unterwalder · Thomas Huschke · Heinz Richter · Herbert Richter                                 | Wielka Brytania · William Moore · Mick Bennett · Ian Hallam · Ron Keeble                    |
| Montreal 1976    | RFN · Peter Vonhof · Gregor Braun · Hans Lutz · Günther Schumacher                        | ZSRR · Wiktor Sokołow · Władimir Osokin · Aleksandr Pierow · Witalij Pietrakow                           | Wielka Brytania · Ian Hallam · Ian Banbury · Mick Bennett · Robin Croker                    |
| Moskwa 1980      | ZSRR · Wiktor Manakow · Walerij Mowczan · Władimir Osokin · Witalij Pietrakow             | NRD · Gerald Mortag · Uwe Unterwalder · Matthias Wiegand · Volker Winkler                                | Czechosłowacja · Teodor Černý · Martin Penc · Jiří Pokorný · Igor Sláma                     |
| Los Angeles 1984 | Australia · Michael Grenda · Kevin Nichols · Michael Turtur · Dean Woods                  | Stany Zjednoczone · Dave Grylls · Steve Hegg · Pat McDonough · Leonard Nitz                              | RFN · Reinhard Alber · Rolf Gölz · Roland Günther · Michael Marx                            |
| Seul 1988        | ZSRR · Wiaczesław Jekimow · Artūras Kasputis · Dmitrij Nielubin · Gintautas Umaras        | NRD · Carsten Wolf · Steffen Blochwitz · Roland Hennig · Dirk Meier                                      | Australia · Scott McGrory · Dean Woods · Brett Dutton · Wayne McCarney · Stephen McGlede    |
| Barcelona 1992   | Niemcy · Stefan Steinweg · Andreas Walzer · Guido Fulst · Michael Glöckner · Jens Lehmann | Australia · Stuart O’Grady · Brett Aitken · Stephen McGlede · Shaun O’Brien                              | Dania · Jan Bo Petersen · Michael Sandstød · Ken Frost · Jimmi Madsen · Klaus Kynde Nielsen |
| Atlanta 1996     | Francja · Christophe Capelle · Philippe Ermenault · Jean-Michel Monin · Francis Moreau    | Rosja · Eduard Gricun · Nikołaj Kuzniecow · Aleksiej Markow · Anton Szantyr                              | Australia · Brett Aitken · Stuart O’Grady · Tim O’Shannessey · Dean Woods                   |
| Sydney 2000      | Niemcy · Guido Fulst · Robert Bartko · Daniel Becke · Jens Lehmann                        | Ukraina · Serhij Czerniawski · Serhij Matwiejew · Ołeksandr Symonenko · Ołeksandr Fedenko                | Wielka Brytania · Paul Manning · Chris Newton · Bryan Steel · Bradley Wiggins               |
| Ateny 2004       | Australia · Graeme Brown · Brett Lancaster · Bradley McGee · Luke Roberts                 | Wielka Brytania · Steve Cummings · Robert Hayles · Paul Manning · Bradley Wiggins                        | Hiszpania · Carlos Castaño · Sergi Escobar · Asier Maeztu · Carlos Torrent                  |
| Pekin 2008       | Wielka Brytania · Ed Clancy · Paul Manning · Geraint Thomas · Bradley Wiggins             | Dania · Casper Jørgensen · Jens-Erik Madsen · Michael Mørkøv · Alex Rasmussen · Michael Færk Christensen | Nowa Zelandia · Sam Bewley · Hayden Roulston · Marc Ryan · Jesse Sergent · Westley Gough    |
| Londyn 2012      | Wielka Brytania · Ed Clancy · Peter Kennaugh · Geraint Thomas · Steven Burke              | Australia · Jack Bobridge · Glenn O’Shea · Rohan Dennis · Michael Hepburn                                | Nowa Zelandia · Sam Bewley · Marc Ryan · Jesse Sergent · Westley Gough                      |

#### Sprint
| Igrzyska         | Złoto                                                                           | Srebro                                                                          | Brąz                                                                            |
| Ateny 1896       | Paul Masson                                                                     | Stamatios Nikolopulos                                                           | Léon Flameng                                                                    |
| Paryż 1900       | Albert Taillandier                                                              | Fernand Sanz                                                                    | John Henry Lake                                                                 |
| Londyn 1908      | Medale nie zostały rozdane z powodu przekroczenia przez zawodników limitu czasu | Medale nie zostały rozdane z powodu przekroczenia przez zawodników limitu czasu | Medale nie zostały rozdane z powodu przekroczenia przez zawodników limitu czasu |
| Antwerpia 1920   | Maurice Peeters                                                                 | Thomas Johnson                                                                  | Harry Ryan                                                                      |
| Paryż 1924       | Lucien Michard                                                                  | Jaap Meijer                                                                     | Jean Cugnot                                                                     |
| Amsterdam 1928   | Roger Beaufrand                                                                 | Antoine Mazairac                                                                | Willy Falck Hansen                                                              |
| Los Angeles 1932 | Jacobus van Egmond                                                              | Louis Chaillot                                                                  | Bruno Pellizzari                                                                |
| Berlin 1936      | Toni Merkens                                                                    | Arie van Vliet                                                                  | Louis Chaillot                                                                  |
| Londyn 1948      | Mario Ghella                                                                    | Reg Harris                                                                      | Axel Schandorff                                                                 |
| Helsinki 1952    | Enzo Sacchi                                                                     | Lionel Cox                                                                      | Werner Potzernheim                                                              |
| Melbourne 1956   | Michel Rousseau                                                                 | Guglielmo Pesenti                                                               | Dick Ploog                                                                      |
| Rzym 1960        | Sante Gaiardoni                                                                 | Leo Sterckx                                                                     | Valentino Gasparella                                                            |
| Tokio 1964       | Giovanni Pettenella                                                             | Sergio Bianchetto                                                               | Daniel Morelon                                                                  |
| Meksyk 1968      | Daniel Morelon                                                                  | Giordano Turrini                                                                | Pierre Trentin                                                                  |
| Monachium 1972   | Daniel Morelon                                                                  | John Nicholson                                                                  | Omar Pchakadze                                                                  |
| Montreal 1976    | Anton Tkáč                                                                      | Daniel Morelon                                                                  | Hans-Jürgen Geschke                                                             |
| Moskwa 1980      | Lutz Heßlich                                                                    | Yavé Cahard (FRA)                                                               | Siergiej Kopyłow                                                                |
| Los Angeles 1984 | Mark Gorski                                                                     | Nelson Vails                                                                    | Tsutomu Sakamoto                                                                |
| Seul 1988        | Lutz Heßlich                                                                    | Nikołaj Kowsz                                                                   | Gary Neiwand                                                                    |
| Barcelona 1992   | Jens Fiedler                                                                    | Gary Neiwand                                                                    | Curt Harnett                                                                    |
| Atlanta 1996     | Jens Fiedler                                                                    | Marty Nothstein                                                                 | Curt Harnett                                                                    |
| Sydney 2000      | Marty Nothstein                                                                 | Florian Rousseau                                                                | Jens Fiedler                                                                    |
| Ateny 2004       | Ryan Bayley                                                                     | Theo Bos                                                                        | René Wolff                                                                      |
| Pekin 2008       | Chris Hoy                                                                       | Jason Kenny                                                                     | Mickaël Bourgain                                                                |
| Londyn 2012      | Jason Kenny                                                                     | Grégory Baugé                                                                   | Shane Perkins                                                                   |

#### Sprint drużynowy
| Igrzyska    | Złoto                                                       | Srebro                                                         | Brąz                                                        |
| Sydney 2000 | Francja · Florian Rousseau · Arnaud Tournant · Laurent Gané | Wielka Brytania · Chris Hoy · Craig MacLean · Jason Queally    | Australia · Gary Neiwand · Sean Eadie · Darryn Hill         |
| Ateny 2004  | Niemcy · Jens Fiedler · Stefan Nimke · René Wolff           | Japonia · Toshiaki Fushimi · Masaki Inoue · Tomohiro Nagatsuka | Francja · Mickaël Bourgain · Laurent Gané · Arnaud Tournant |
| Pekin 2008  | Wielka Brytania · Chris Hoy · Jason Kenny · Jamie Staff     | Francja · Grégory Baugé · Kévin Sireau · Arnaud Tournant       | Niemcy · René Enders · Maximilian Levy · Stefan Nimke       |
| Londyn 2012 | Wielka Brytania · Chris Hoy · Jason Kenny · Philip Hindes   | Francja · Grégory Baugé · Kévin Sireau · Michaël D’Almeida     | Niemcy · René Enders · Maximilian Levy · Robert Förstemann  |

### Kolarstwo górskie

#### Cross-country
| Igrzyska     | Złoto            | Srebro                 | Brąz                  |
| Atlanta 1996 | Bart Brentjens   | Thomas Frischknecht    | Miguel Martinez       |
| Sydney 2000  | Miguel Martinez  | Filip Meirhaeghe       | Christoph Sauser      |
| Ateny 2004   | Julien Absalon   | José Antonio Hermida   | Bart Brentjens        |
| Pekin 2008   | Julien Absalon   | Jean-Christophe Péraud | Nino Schurter         |
| Londyn 2012  | Jaroslav Kulhavý | Nino Schurter          | Marco Aurelio Fontana |

### Kolarstwo BMX

#### Motocross
| Igrzyska    | Złoto            | Srebro         | Brąz           |
| Pekin 2008  | Māris Štrombergs | Mike Day       | Donny Robinson |
| Londyn 2012 | Māris Štrombergs | Sam Willoughby | Carlos Oquendo |

## Konkurencje już nie rozgrywane

### Kolarstwo szosowe

#### Drużynowy wyścig ze startu wspólnego
| Igrzyska         | Złoto                                                                                 | Srebro                                                                             | Brąz                                                                              |
| Sztokholm 1912   | Szwecja · Erik Friborg · Ragnar Malm · Axel Persson · Algot Lönn                      | Wielka Brytania · Frederick Grubb · Leon Meredith · Charles Moss · William Hammond | Stany Zjednoczone · Carl Schutte · Alvin Loftes · Albert Kruschel · Walden Martin |
| Antwerpia 1920   | Francja · Achille Souchard · Fernand Canteloube · Georges Detreille · Marcel Gobillot | Szwecja · Harry Stenqvist · Sigfrid Lundberg · Ragnar Malm · Axel Persson          | Belgia · Albert Wyckmans · Albert De Bunné · Bernard Janssens · André Vercruysse  |
| Paryż 1924       | Francja · Armand Blanchonnet · René Hamel · Georges Wambst                            | Belgia · Henri Hoevenaers · Auguste Parfondry · Jean Van Den Bosch                 | Szwecja · Gunnar Sköld · Erik Bohlin · Ragnar Malm                                |
| Amsterdam 1928   | Dania · Henry Hansen · Orla Jørgensen · Leo Nielsen                                   | Wielka Brytania · Jack Lauterwasser · John Middleton · Frank Southall              | Szwecja · Gösta Carlsson · Erik Jansson · Georg Johnsson                          |
| Los Angeles 1932 | Włochy · Giuseppe Olmo · Attilio Pavesi · Guglielmo Segato                            | Dania · Henry Hansen · Leo Nielsen · Frode Sørensen                                | Szwecja · Arne Berg · Bernhard Britz · Sven Höglund                               |
| Berlin 1936      | Francja · Robert Charpentier · Robert Dorgebray · Guy Lapébie                         | Szwajcaria · Edgar Buchwalder · Ernst Nievergelt · Kurt Ott                        | Belgia · Auguste Garrebeek · Armand Putzeys · Jean-François Van Der Motte         |
| Londyn 1948      | Belgia · Leon De Lathouwer · Eugène Van Roosbroeck · Lode Wouters                     | Wielka Brytania · Bob Maitland · Ian Scott · Gordon Thomas                         | Francja · José Beyaert · Jacques Dupont · Alain Moineau                           |
| Helsinki 1952    | Belgia · Robert Grondelaers · André Noyelle · Lucien Victor                           | Włochy · Dino Bruni · Gianni Ghidini · Vincenzo Zucconelli                         | Francja · Jacques Anquetil · Claude Rouer · Alfred Tonello                        |
| Melbourne 1956   | Francja · Arnaud Geyre · Maurice Moucheraud · Michel Vermeulin                        | Wielka Brytania · Stan Brittain · Bill Holmes · Alan Jackson                       | Niemcy Reinhold Pommer Gustav-Adolf Schur Horst Tüller                            |

#### Jazda drużynowa na czas
| Igrzyska         | Złoto                                                                           | Srebro                                                                               | Brąz                                                                                   |
| Rzym 1960        | Włochy · Livio Trapè · Antonio Bailetti · Ottavio Cogliati · Giacomo Fornoni    | Niemcy Gustav-Adolf Schur Egon Adler Erich Hagen Günter Lörke                        | ZSRR · Aleksiej Pietrow · Wiktor Kapitonow · Jewgienij Klewcow · Jurij Mielichow       |
| Tokio 1964       | Holandia · Bart Zoet · Evert Dolman · Gerben Karstens · Jan Pieterse            | Włochy · Ferruccio Manza · Severino Andreoli · Luciano Dalla Bona · Pietro Guerra    | Szwecja · Sture Pettersson · Sven Hamrin · Erik Pettersson · Gösta Pettersson          |
| Meksyk 1968      | Holandia · Joop Zoetemelk · Fedor den Hertog · Jan Krekels · René Pijnen        | Szwecja · Sture Pettersson · Tomas Pettersson · Erik Pettersson · Gösta Pettersson   | Włochy · Pierfranco Vianelli · Giovanni Bramucci · Vittorio Marcelli · Mauro Simonetti |
| Monachium 1972   | ZSRR · Walerij Jardy · Wiktor Sokołow · Walerij Lichaczow · Boris Szuchow       | Polska · Ryszard Szurkowski · Edward Barcik · Lucjan Lis · Stanisław Szozda          | -                                                                                      |
| Montreal 1976    | ZSRR · Aavo Pikkuus · Walerij Czapłygin · Anatolij Czukanow · Władimir Kaminski | Polska · Ryszard Szurkowski · Tadeusz Mytnik · Mieczysław Nowicki · Stanisław Szozda | Dania · Jørn Lund · Verner Blaudzun · Gert Frank · Jørgen Emil Hansen                  |
| Moskwa 1980      | ZSRR · Jurij Kaszyrin · Oleg Łogwin · Siergiej Szełpakow · Anatolij Jarkin      | NRD · Falk Boden · Bernd Drogan · Olaf Ludwig · Hans-Joachim Hartnick                | Czechosłowacja · Michal Klasa · Vlastibor Konečný · Alipi Kostadinov · Jiří Škoda      |
| Los Angeles 1984 | Włochy · Marcello Bartalini · Marco Giovannetti · Eros Poli · Claudio Vandelli  | Szwajcaria · Alfred Achermann · Richard Trinkler · Laurent Vial · Benno Wiss         | Stany Zjednoczone · Ron Kiefel · Roy Knickman · Davis Phinney · Andrew Weaver          |
| Seul 1988        | NRD · Jan Schur · Uwe Ampler · Mario Kummer · Maik Landsmann                    | Polska · Andrzej Sypytkowski · Joachim Halupczok · Zenon Jaskuła · Marek Leśniewski  | Szwecja · Michel Lafis · Anders Jarl · Björn Johansson · Jan Karlsson                  |
| Barcelona 1992   | Niemcy · Michael Rich · Bernd Dittert · Christian Meyer · Uwe Peschel           | Włochy · Andrea Peron · Flavio Anastasia · Luca Colombo · Gianfranco Contri          | Francja · Jean-Louis Harel · Hervé Boussard · Didier Faivre-Pierret · Philippe Gaumont |

### Kolarstwo torowe

#### Wczesne igrzyska (1896-1908)
Poniższe konkurencje zostały rozegrane na igrzyskach tylko raz.
| Igrzyska                     | Złoto              | Srebro                | Brąz             |
| Ateny 1896 (⅓ km time trial) | Paul Masson        | Stamatios Nikolopulos | Adolf Schmal     |
| Ateny 1896 (10 km)           | Paul Masson        | Léon Flameng          | Adolf Schmal     |
| Ateny 1896 (Wyścig 12 h)     | Adolf Schmal       | Frank Keeping         | -                |
| Paryż 1900 (25 km)           | Louis Bastien      | Lloyd Hildebrand      | Auguste Daumain  |
| St. Louis 1904 (¼ mili)      | Marcus Hurley      | Burton Downing        | Teddy Billington |
| St. Louis 1904 (⅓ mili)      | Marcus Hurley      | Burton Downing        | Teddy Billington |
| St. Louis 1904 (½ mili)      | Marcus Hurley      | Teddy Billington      | Burton Downing   |
| St. Louis 1904 (1 mila)      | Marcus Hurley      | Burton Downing        | Teddy Billington |
| St. Louis 1904 (2 mile)      | Burton Downing     | Oscar Goerke          | Marcus Hurley    |
| St. Louis 1904 (5 mil)       | Charles Schlee     | George Wiley          | Arthur Andrews   |
| St. Louis 1904 (25 mil)      | Burton Downing     | Arthur Andrews        | George Wiley     |
| Londyn 1908 (660 jardów)     | Victor Johnson     | Émile Demangel        | Karl Neumer      |
| Londyn 1908 (5 km)           | Benjamin Jones     | Maurice Schilles      | André Auffray    |
| Londyn 1908 (20 km)          | Clarence Kingsbury | Benjamin Jones        | Joseph Werbrouck |

#### 50 km
| Igrzyska       | Złoto        | Srebro      | Brąz         |
| Antwerpia 1920 | Henry George | Cyril Alden | Piet Ikelaar |
| Paryż 1924     | Ko Willems   | Cyril Alden | Harry Wyld   |

#### 100 km
| Igrzyska    | Złoto            | Srebro          | Brąz          |
| Ateny 1896  | Léon Flameng     | Jeorjos Koletis | -             |
| Londyn 1908 | Charles Bartlett | Charles Denny   | Octave Lapize |

#### Madison
| Igrzyska    | Złoto                                     | Srebro                                      | Brąz                                              |
| Sydney 2000 | Australia · Brett Aitken · Scott McGrory  | Belgia · Etienne De Wilde · Matthew Gilmore | Włochy · Silvio Martinello · Marco Villa          |
| Ateny 2004  | Australia · Graeme Brown · Stuart O’Grady | Szwajcaria · Franco Marvulli · Bruno Risi   | Wielka Brytania · Robert Hayles · Bradley Wiggins |
| Pekin 2008  | Argentyna · Juan Curuchet · Walter Pérez  | Hiszpania · Joan Llaneras · Antonio Tauler  | Rosja · Michaił Ignatjew · Aleksiej Markow        |

#### Wyścig punktowy
| Igrzyska         | Złoto             | Srebro            | Brąz              |
| Los Angeles 1984 | Roger Ilegems     | Uwe Messerschmidt | Manuel Youshimatz |
| Seul 1988        | Dan Frost         | Leo Peelen        | Marat Ganiejew    |
| Barcelona 1992   | Giovanni Lombardi | Léon van Bon      | Cédric Mathy      |
| Atlanta 1996     | Silvio Martinello | Brian Walton      | Stuart O’Grady    |
| Sydney 2000      | Joan Llaneras     | Milton Wynants    | Aleksiej Markow   |
| Ateny 2004       | Michaił Ignatjew  | Joan Llaneras     | Guido Fulst       |
| Pekin 2008       | Joan Llaneras     | Roger Kluge       | Chris Newton      |

#### Tandem
| Igrzyska         | Złoto                                          | Srebro                                                 | Brąz                                                     |
| Londyn 1908      | Francja · André Auffray · Maurice Schilles     | Wielka Brytania · Frederick Hamlin · Thomas Johnson    | Wielka Brytania · Charles Brooks · William Isaacs        |
| Antwerpia 1920   | Wielka Brytania · Thomas Lance · Harry Ryan    | Południowa Afryka · William Smith · James Walker       | Holandia · Frans de Vreng · Piet Ikelaar                 |
| Paryż 1924       | Francja · Lucien Choury · Jean Cugnot          | Dania · Edmund Hansen · Willy Falck Hansen             | Holandia · Gerard Bosch van Drakestein · Maurice Peeters |
| Amsterdam 1928   | Holandia · Bernard Leene · Daan van Dijk       | Wielka Brytania · Ernest Chambers · Jack Sibbit        | Rzesza Niemiecka · Hans Bernhardt · Karl Köther          |
| Los Angeles 1932 | Francja · Louis Chaillot · Maurice Perrin      | Wielka Brytania · Ernest Chambers · Stanley Chambers   | Dania · Harald Christensen · Willy Gervin                |
| Berlin 1936      | III Rzesza · Ernst Ihbe · Carl Lorenz          | Holandia · Bernard Leene · Henk Ooms                   | Francja · Pierre Georget · Georges Maton                 |
| Londyn 1948      | Włochy · Renato Perona · Ferdinando Terruzzi   | Wielka Brytania · Alan Bannister · Reg Harris          | Francja · Gaston Dron · René Faye                        |
| Helsinki 1952    | Australia · Lionel Cox · Russell Mockridge     | Południowa Afryka · Raymond Robinson · Tommy Shardelow | Włochy · Antonio Maspes · Cesare Pinarello               |
| Melbourne 1956   | Australia · Ian Browne · Tony Marchant         | Czechosłowacja · Ladislav Fouček · Václav Machek       | Włochy · Giuseppe Ogna · Cesare Pinarello                |
| Rzym 1960        | Włochy · Giuseppe Beghetto · Sergio Bianchetto | Niemcy Jürgen Simon Lothar Stäber                      | ZSRR · Władimir Leonow · Boris Wasiljew                  |
| Tokio 1964       | Włochy · Sergio Bianchetto · Angelo Damiano    | ZSRR · Imants Bodnieks · Wiktor Łogunow                | Niemcy Willi Fuggerer Klaus Kobusch                      |
| Meksyk 1968      | Francja · Daniel Morelon · Pierre Trentin      | Holandia · Leijn Loevesijn · Jan Janssen               | Belgia · Daniel Goens · Robert Van Lancker               |
| Monachium 1972   | ZSRR · Władimir Siemieniec · Ihor Cełowalnykow | NRD · Hans-Jürgen Geschke · Werner Otto                | Polska · Andrzej Bek · Benedykt Kocot                    |

#### 1000 m na czas
| Igrzyska         | Złoto                | Srebro                      | Brąz                 |
| Amsterdam 1928   | Willy Falck Hansen   | Gerard Bosch van Drakestein | Dunc Gray            |
| Los Angeles 1932 | Dunc Gray            | Jacobus van Egmond          | Charles Rampelberg   |
| Berlin 1936      | Arie van Vliet       | Pierre Georget              | Rudolf Karsch        |
| Londyn 1948      | Jacques Dupont       | Pierre Nihant               | Tommy Godwin         |
| Helsinki 1952    | Russell Mockridge    | Marino Morettini            | Raymond Robinson     |
| Melbourne 1956   | Leandro Faggin       | Ladislav Fouček             | Jimmy Swift          |
| Rzym 1960        | Sante Gaiardoni      | Dieter Gieseler             | Rostisław Wargaszkin |
| Tokio 1964       | Patrick Sercu        | Giovanni Pettenella         | Pierre Trentin       |
| Meksyk 1968      | Pierre Trentin       | Niels Fredborg              | Janusz Kierzkowski   |
| Monachium 1972   | Niels Fredborg       | Danny Clark                 | Jürgen Schütze       |
| Montreal 1976    | Klaus-Jürgen Grünke  | Michel Vaarten              | Niels Fredborg       |
| Moskwa 1980      | Lothar Thoms         | Aleksandr Panfiłow          | David Weller         |
| Los Angeles 1984 | Fredy Schmidtke      | Curt Harnett                | Fabrice Colas        |
| Seul 1988        | Aleksandr Kiriczenko | Martin Vinnicombe           | Robert Lechner       |
| Barcelona 1992   | José Manuel Moreno   | Shane Kelly                 | Erin Hartwell        |
| Atlanta 1996     | Florian Rousseau     | Erin Hartwell               | Takanobu Jūmonji     |
| Sydney 2000      | Jason Queally        | Stefan Nimke                | Shane Kelly          |
| Ateny 2004       | Chris Hoy            | Arnaud Tournant             | Stefan Nimke         |

#### Wyścig na dochodzenie
| Igrzyska         | Złoto                   | Srebro             | Brąz                     |
| Tokio 1964       | Jiří Daler              | Giorgio Ursi       | Preben Isaksson          |
| Meksyk 1968      | Daniel Rébillard        | Mogens Frey        | Xaver Kurmann            |
| Monachium 1972   | Knut Knudsen            | Xaver Kurmann      | Hans Lutz                |
| Montreal 1976    | Gregor Braun            | Herman Ponsteen    | Thomas Huschke           |
| Moskwa 1980      | Robert Dill-Bundi (SUI) | Alain Bondue (FRA) | Hans-Henrik Ørsted (DEN) |
| Los Angeles 1984 | Steve Hegg              | Rolf Gölz          | Leonard Nitz             |
| Seul 1988        | Gintautas Umaras        | Dean Woods         | Bernd Dittert            |
| Barcelona 1992   | Chris Boardman          | Jens Lehmann       | Gary Anderson            |
| Atlanta 1996     | Andrea Collinelli       | Philippe Ermenault | Bradley McGee            |
| Sydney 2000      | Robert Bartko           | Jens Lehmann       | Bradley McGee            |
| Ateny 2004       | Bradley Wiggins         | Bradley McGee      | Sergi Escobar            |
| Pekin 2008       | Bradley Wiggins         | Hayden Roulston    | Steven Burke             |